# Тицијан Вечели
Тицијан, пуно име Тицијано Вечело или Тицијано Вечели (итал. Tiziano Vecelli или Tiziano Vecellio; Пјеве ди Кадоре, 1488/90, — Венеција, 27. август 1576) био је највећи италијански сликар венецијанске школе.
Дошао је млад у Венецију и учио заједно са Ђорђонеом код Ђованија Белинија. У животу, који је трајао готово сто година, могао је да разради све нове струје времена, те да свој таленат развије до грандиозне ширине и многостраности. Већ у своје рано доба је био признат као изванредан мајстор, и његова репутација у наредним стољећима никада није опала. Године 1590. теоретичар умјетности Ђовани Ломацо је за њега рекао да је: „Сунце међу малим звијездама не само међу Италијанима, већ међу свим сликарима свијета”. Обиље и разноврсност његове умјетности одређивали су венецијанско сликарство током цијелог једног стољећа и утицали на касније европско сликарство — на Рубенса, Ватоа и Веласкеза.
Универзалност Тицијановог генија се данас не доводи у питање, будући да је био невјероватно вјешт у свим аспектима сликарске умјетности. У портретима је тражио и проналазио људски карактер и биљежио га на платно великим сликарским умијећем. Његове религиозне композиције покривају комплетан спектар емоција почев од младалачког шарма његових Мадона до трагичне драме каснијих дјела на теме Распећа и Сахране Христа. У митолошким сликама Тицијан је вјешто приказивао развесељеност и опуштеност античког паганског свијета, а у сликама наге Венере (Венера и Адонис) и Данаје (Данаја с дадиљом) поставио је стандард физичке љепоте и раскошног еротизма који други сликари нису превазишли.
Током свог дугог живота Тицијан је био веома успјешан у свим гранама сликарске умјетности. У интерпретацији хришћанске теологије инспирисао се поетским стиловима старог Ђованија Белинија и свог савременика Ђорђонеа, усвојеним у младости. Међународну славу као портретиста је стекао веома брзо, поставши главни портретиста многих аристократа, свештеника и владара тадашње Европе. Обнављање културе античког свијета је у самој сржи ренесансе, а Тицијан је, инспирисан античким пјесницима као што су Овидије, Катул и Теокрит, рекреирао сликарским језиком легенде Старе Грчке и Рима у серији неупоредивих мајсторских дјела. Тицијан прилази антици на начин којим свијет класичних мотива приказује као дио природног свијета, који није настањен статуама, већ бићима од крви и меса, што важи и за његове слике религиозне тематике.

## Младост и дјело
Дуго времена за датум Тицијановог рођења је узимана 1477. година, али данас се углавном сматра да је рођен између 1488/90 године. Тицијан је био син једног скромног службеника, Грегорија ди Конте деи Вечелија и његове жене Лучије. Родио се у малом селу Пјеве ди Кадоре, у близини алпских врхова сјеверно од Венеције и недалеко од аустријског Тирола. Са девет година, са својим братом Франческом одлази за Венецију гдје ће живјети с ујаком и приступити радионици Себастијана Цуката, једног локалног мајстора мозаика. У њој се није дуго задржао и врло брзо је прешао у радионицу породице Белини, гдје је његов прави учитељ постао Ђовани Белини, тада најчувенији венецијански сликар.
Тицијанова рана дјела показују неоспоран квалитет учења његовог учитеља и такође резултат његовог удруживања са другим учеником старог Белинија, Ђорђонеом. Њихова сарадња 1508. године на фрескама за Задужбину Тедески је полазна тачка Тицијанове каријере, и такође објашњење због чега је тешко разликовати двојицу умјетника на почетку 16. вијека. Од тих фресака су данас преостали тек блиједи обриси на зиду, од којих је Алегорија Правде била главна фреска на којој је радио Тицијан. Гравире на основу фресака из 1760. године, већ тада у лошем стању, које је урадио Антонио Марија Цанети, нам дају бољу идеју о идеализму и осећају за физичку љепоту, истакнуте карактеристике стваралаштва обојице умјетника.
Проблем разликовања и тачног приписивања слика Ђорђонеу и Тицијану у овом периоду је скоро немогуће превазићи, будући да постоји врло мало чврстих доказа, а још мање слагања, међу критичарима дјела обојице умјетника о ауторству одређеног броја дјела. Садашња тенденција међу италијанским критичарима је да припишу више дјела младом Тицијану него што за то има чврстих доказа.
Познато је да су Тицијанова прва самостална наруџба биле фреске за Три чуда св. Антонија од Падове. Најфинија по композицији је фреска гдје је представљено Чудо говорећег дојенчета. Друга фреска под именом Чудо сломљеног сина, има веома лијеп пејзаж као позадину који показује колика сличност у топографији и атмосфери постоји у дјелу Тицијана и Ђорђонеа из тог времена. Након Ђорђоневе смрти, 1510. године, Тицијан се прихватио задатка да наслика пејзаж за позадину његове Уснуле Венере, чињеница коју је забиљежио један савремени писац, Маркантонио Микел. Још увијек ђорђоневско по стилу је нешто бујније окружење за Тицијаново дјело Крштење Христа из око 1515. године, у ком се покровитељ, Ђовани Рам, појављује у доњем десном углу.
Ауторство индивидуалних портрета је још теже одредити, али Џентлмен у плавом (такозвани Ариосто) је засигурно Тицијанов портрет будући да је потписан иницијалима Т. В. (Тицијано Вечело). Волумен форме и интересовање за текстуру у прошивеном рукаву се узимају као идентификација Тицијановог властитог стила. С друге стране, групни портрет музичара, Концерт, је био један од портрета чије ауторство је изазивало живу полемику, будући да се од 17. вијека сматрао типичним Ђорђонеовим портретом. Кардинал Леополдо је купио ову слику 1654. године као Ђорђонеову и више стољећа је сматрана његовом. Међутим, крајем 19. вијека Морели је предложио њено приписивање Тицијану, и поред скорије тенденције да је се поново припише Ђорђонеу, углавном је прихваћено је да се ради о Тицијановом дјелу из ђорђоневског, односно раног периода. Истакнут психолошки моменат као и значајна јасноћа у моделирању форме централне фигуре, навели су критичаре 20. вијека да фаворизују Тицијана као аутора ове слике. Техника и дочарана интелигенција младог венецијанског аристократе у портрету Младић с капом и рукавицама такође наводе модерне критичаре да овај и сличне портрете припишу Тицијану.
Најраније Тицијанове митолошке и алегоријске композиције још увијек показују Ђорђонеов утицај посебно очигледан у композицијама поетског аркадијског свијета гдје се не појављује ништа што је уобичајено или истрошено. Инспирација за ова дјела долази од идиличног свијета љубавне лирике италијанских пјесника 16. вијека, Јакопа Санацара и Пјетра Бемба. Дјело Три човјекова доба, гдје је еротски однос младог пара дискретно пригушен и превладава расположење њежности и туге, је један од најистакнутијих примјера. Овоземаљска и небеска љубав из истог периода је такође окружена пејзажом изузетне љепоте, али је овдје алегорију теже разумјети. Најприхваћеније тумачење је да се ради о Венерама близнакињама, узетим из новоплатоновске теорије и симболизма. Овоземаљска Венера, с лијеве стране, означава генеративне силе природе, и физичке и интелектуалне, док нага Небеска Венера, с десне стране представља вјечну божанску љубав, једну идеално лијепу младу жену умјесто окрутне библијске антихероине Семеле.

## Зрело доба и дјела
Негдје почетком 1520-их година, Тицијан је у своју кућу у Венецији довео једну младу жену из Кадореа чије је име било Чечилија. Године 1524 и 1525. с њом је добио два сина, прво Помпонија, који ће постати свештеник, а затим и Орација који ће постати сликар и Тицијанов главни асистент. Када се Чечилија 1525. године тешко разболила, Тицијан се њоме оженио. Након што се опоравила родила му је још двије ћерке, Лавинију (рођену око 1529/30. године) и другу која је умрла у раном дјетињству. Чечилија је умрла 1530. године, а Тицијан видно погођен губитком је одлучио да се више не жени.

### Митолошке слике
Тицијанова слава се брзо ширила и Алфонсо I, војвода Истока из Фераре га је упослио као главног мајстора за циклус митолошких композиција за обновљене собе (зване Алабастерове собе), његове палате у Ферари. Два истакнута платна овог циклуса су Обожавање Венере и Баханалија Адријанаца. Али једно од најспектакуларнијих читавог циклуса је Бах и Аријадна. Расположење и дух паганске разиграности као и изврстан смисао за хумор у овој интерпретацији идиличног свијета антике, чине ово дјело једним од чуда ренесансне умјетности. Топле хармоније и богатство боје помажу у балансирању намјерно асиметричног груписања фигура, постављених у један зеленим тоналитетом богат пејзаж, који је такође саставни дио укупног дизајна композиције. У исто вријеме, Тицијан је дјелимично осликао позадину Ђовани Белинијеве Феште Богова, тако да се слика боље уклопи у серију у истој соби у Ферари.
Стандард за попријечно постављање наге женске фигуре у простор слике је поставио Ђорђоне у својој Уснулој Венери. У Тицијановој Урбинској Венери („урбинска”, зато што ју је наручио Урбински војвода), физички изглед и положај остају исти, изузев што је богиња будна и лежи на каучу у једној пространој соби палате. Због чисте љепоте облика, ова дјела су остала непревазиђена. Упркос инхерентној еротичности субјекта, Тицијан је ипак успио да задржи одмјереност и добар укус. Варијације на ову тему се понављају током његове каријере.
- Бах и Аријадна
Уље на платну, 175 × 190 cm, Национална галерија у Лондону.
- Венера и Адонис
Уље на платну, 186 × 207 cm, Музеј Прадо (Мадрид).
- Отмица Европе
Уље на платну, 185 × 205 cm, Музеј Исабела Стјуарт Гарднер (Бостон).

### Религиозне слике
Међу религиозним сликама које је Тицијан насликао у периоду између 1516 и 1538. године налази се једно од његових револуционарних мајсторских дјела, Успеће Богородице (1516—1518. године). Ова огромна и у исто вријеме монументална композиција заузима простор високог олтара цркве Санта Марија деи Фрари у Венецији, мјесто које у потпуности оправдава спектакуларну природу тријумфа Богородице која се успиње у небеса, у пратњи велике групе полукружно распоређених анђела док изненађени апостоли гестикулишу у чуду. Чим је слика откривена за публику, убрзо је препозната као дјело великог генија.
Поза Богородице у Успећу и другој Тицијановој композицији, Богородица с дјететом св. Фрањом и Алвизом и Алвизом Гозијем као донатором, указује на утицај Тицијановог савременика, Рафаела; а поза св. Себастјана у олтарној слици Васкрснућа, утицај Микеланђела. Међутим, ови утицаји су од другоразредног значаја будући да су пејзажи у позадини, физички типови фигура и колорит, Тицијанови.
У слици Богородица с члановима породице Пезаро (1519—26) Тицијан је створио једну нову врсту композиције, гдје су Богородица и свеци заједно са мушким члановима породице Пезаро смјештени у један портико цркве окружен стубовима. Слика је преплављена сунчевим свјетлом и сјенама. Мада се у овој композицији може примјетити варијација на тему „свете расправе”, Тицијан ју је потпуно преобразио замјењујући уобичајени поглед „анфаса” (en face) погледом под косим углом. Богородица сједи на пријестољу између стубова на прочељу једне ренесансне цркве. Архитектура је тако огромна у односу на фигуре да се у ствари види само један њен мањи дио, али, смјели дијагонални распоред дочарава простор тако убједљиво да је могуће замислити остатак. Изузев донатора који клече, сваки лик је у покрету — окреће се, наслања се, гестикулише. Светац-ратник са заставом изгледа као да води стражу уз степенице цркве. Али ти покрети су међусобно тако уравнотежени да слика дјелује складно одмјерено и поред јаког елемента драме. Блистава сунчева свјетлост чини да све боје и све тканине блистају у складу с ведрим духом олтара. Једино што указује на трагедију то је крст страдања који држе два анђела (пута), скривена у облацима од учесника сцене, али не и од посматрача — мали детаљ који када се уочи читавом призору даје призвук горчине. Ово дјело је постало формула коју су слиједили многи други венецијански сликари ренесансе а послужило је као инспирација мајсторима барока укључујући Рубенса и Ван Дајка.
Након Богородице Пезаро је услиједио велики број мајсторских дјела тако да је могуће поменути само нека. Поетски шарм умјетникових пејзажа се наставља у Богородици са дјететом, св. Катарином и зецом и Богородица са дјететом и св. Јованом Крститељем и Катарином од Александрије (око 1530. године). Сахрана је његово прво трагично дјело, гдје је у сумраку приказана неповратна коначност смрти и очај Христових сљедбеника. Чувено платно великих размјера Представљање Богородице у храму, одражава сјај венецијанског ренесансног друштва у монументалном архитектонском окружењу, дјелимично инспирисаном најновијим савременим стилом архитекти Серлија и Јакопа Сансовина. Раскош сцене такође припада добро утемељеној традицији венецијанске умјетности, али организација слике, са нагласком на вертикале и хоризонтале, представља Тицијаново схватање стила високе ренесансе.

### Портрети
Један од великих Тицијанових успјеха је стигао када је одговорио на позив у Болоњу 1530. године у време крунисања Карла V за цара Светог римског царства. Године 1531. и у складу са својим новостеченим друштвеним статусом, преселио се у познату млетачку палату Каза Гранде (Велика кућа). Тицијан се у зиму 1532-33. године, поново вратио у Болоњу како би опет насликао Карлов портрет поводом његовог другог сусрета с папом Климентом VII. Портрет Карла V у оклопу (1530) и други сликан у јануару 1533. године су изгубљени и једино је сачувана копија портрета Карла V с псом гоничем, коју је насликао Јакоб Сејсенегер. Карло је био толико задовољан урађеним портретом да је у мају 1533. године умјетнику додијелио орден части. Након тога, аустријско-шпански Хабзбурговци су постали Тицијанови најзначајни покровитељи и мецене. Карло је 1534. године покушао да наговори умјетника да оде у Шпанију како би урадио портрет царице, али је овај мудро избјегао излагање тешком и дугом путовању.
Други Тицијанови портрети из периода 1520-их и 1530-их представљају галерију тадашњих водећих аристократа Италије. Истакнут примјер је портрет Алфонса д’Авалоса, маркиза од Васта из 1533. године, који је приказан у сјајном оклопу украшеном златом у пратњи младог слуге чија глава досеже до маркизовог струка. Увођење секундарне скале у простор слике је чест Тицијанов ракурс. Још један снажан портрет у оклопу, али без секундарне фигуре, је портрет Франческа Марије дела Ровере, урбинског војводе (1536–38. г.). Овде је нагласак на војној каријери војводе, не само оклопом већ и штапом који овај држи у руци и још три штапа који стоје у позадини. Ова дјела су у суштини идеализовани државнички портрети, мада су главе врло увјерљиво изведене.

## Позно доба и дјела

### Путовања и наруџбе

#### Портрети
Број мајсторских портрета које је Тицијан створио током свог стваралачког вијека је невјероватан. Папа Павле III и његов унук, кардинал Алесандро Фарнезе, започели су такмичење с царем Карлом V за Тицијанове услуге. На захтјев папе, сликар је отпутовао у Болоњу у мају 1543. године како би насликао службени портрет Папе Павла III без капе. Иако је ријеч о симболу папства, очигледно је да је Тицијан успио да прожме карактер овог лукавог државника, тада већ савијеног старошћу.
Тицијанов наредни већи сусрет са породицом Фарнезе је из 1545—46, када је отпутовао у своју једину посјету Риму, смјестивши се у палату Белведере у Ватикану. Тицијан је тада по први пут уживо видио археолошке остатке Старог Рима и дјела ренесансних мајстора, Микеланђела, Рафаела, Себастјана дел Пјомба и других. Ефекат на његов властити стил је био релативно слаб, што је и разумљиво, будући да је Тицијан већ тада био зрео и славан умјетник.
Од портрета породице Фарнезе преостало их је тек неколико. Најславнији је портрет Павла III с унуцима, Отавијом и кардиналом Алесандром Фарнезе (1546) Овај групни портрет се истиче због психолошког откривања карактера портретираних. Ослабљени папа, тада 78-годишњак, изгледа да се одједном окренуо у столици према свом 22-годишњем унуку Отавију. Отавијево претјерано нагињање према папи и његов упечатљиви макијавелски профил показују Тицијанов гениј у разумијевању и преношењу карактера. Насупрот, кардинал Алесандро стоји мирно и тихо. Није ни чудо што портрет није довршен, пошто је Павле III сматрао да исувише открива о њиховим породичним односима.

### Последње године у Венецији
По повратку у Венецију 1551. године, Тицијан више није путовао, изузев љетњих посјета родном мјесту Пјеве ди Кадоре. У посљедњих 25 година живота његова стваралачка снага није опала ни по количини створених дјела ни по креативним идејама.

#### Портрети
Међу портретима комплетне фигуре из овог Тицијановог посљедњег периода, истиче се портрет војводе Атрија, одјевеног у црвеном сомоту. Један од посљедњих и најдраматичнијих је портрет Јакопа Страде, гдје је овај изванредни познавалац античких старина, писац и колекционар умјетности приказан како показује посматрачу мало статуу римске копије Праксителове Афродите.
Један од најзначајнијих каснијих Тицијанових портрета је Троструки портрет маски, или Алегорија доба зрелости, гдје бјелобради Тицијан са црвенкастом капом представља старост, његов син Орације зрелост, а претпоставља се да његов млађи син Марко Вечело представља младост.

#### Митолошке слике
Венера и Купид са органистом и Венера и свирач лауте су варијације на тему раније Урбинске Венере. Поред нагласка на идеализовану љепоту наге богиње, вјерује се да ове слике посједују одређени симболизам, мада његова прецизна значења остају нејасна и поред напора да се сликама да јасна интерпретација. Љепота звука (музике) и љепота погледа су обома заједничке. У првом примјеру, ренесансни врт са фонтаном и дрвећем у перспективи употпуњује позадину, која је од фигура одвојена тамноцрвеном баршунастом завјесом. Више симболике еротске природе присутно је у загрљеном пару, јелену и сатиру на фонтани. У другој слици, позадину чине широке ријечне долине и врхови удаљених алпских планина засигурно драгих Тицијановом срцу. У десном углу овог пејзажа, испод дрвећа, дискретно насликана група нагих мушкараца у баханалијском заносу и вјероватно под утицајем алкохола вина, плеше уз звук гајди које свира такође наг мушкарац. На лијевој страни уз обалу ријеке, група лабудова међу којима је и један црни лабуд. Овај касни пејзаж, сликан у умјетниковом слободном илузионистичком стилу, је изузетне љепоте.
Велики мајстор је преминуо 1576. године у вријеме епидемије куге у Венецији. Сахрањен је у цркви Санта Марија деи Фрари, гдје се још увијек могу видјети два од његових најпознатијих дјела.

## Други о Тицијану
Када је Вазари, 1566. године, посјетио Тицијанов атеље, одмах је препознао да се умјетников стил промјенио:
„Тицијанов начин сликања у овим касним дјелима се веома разликује од технике коју је користио као млад. Јер, рана дјела је стварао са извјесним детаљем и невјероватном вјештином, тако да су се она могла посматрати и из близине и из даљине; док су ове посљедње слике изведене широким и смјелим потезима и мрљама, тако да из близине слике изгледају замагљене а из даљине савршене ... Овај начин сликања изазвао је многе умјетнике који су хтјели да га опонашају и тако покажу своју вјештину, али су они производили неспретне слике. Јер, иако су многи мислили да су Тицијанова дјела сликана без напора, то не одговара истини . . . [Овај стил сликања] чини да слике изгледају живе и постигнуте великим умијећем, прикривајући умјетников напоран рад.”

### Ђакомо Палма Млађи о Тицијановом начину сликања
Ђакомо Палма Млађи (назван тако да би га разликовали од Ђакома Палме Старијег), који је још увијек имао довољно среће да ужива у поукама самог Тицијана, причао ми је да је Тицијан прво премазивао своје слике дебелим слојем боје који је, тако рећи, служио као потка или основа за оно што ће бити насликано. И сâм сам виђао те снажне потезе начињене кичицом препуном боје; понекад је то била пруга чисте боје terra rosa која је служила као полутон, други пут пуна кичица бијеле боје. Умачући исту кичицу у црвено, црно или жуто, наносио би на рељеф по један танак слој. И овим поступком, који је представљао цијелу његову доктрину, у четири потеза кичицом би наговијестио облике неке дивне фигуре. Скице ове врсте задовољавале су и највеће познаваоце, а многи су жељели да их имају као путоказе за најбољи метод отискивања на пучину сликарства. Пошто би завршио рад на драгоцјеној потки, окренуо би слике према зиду и тако би их оставио, не погледавши их некад по неколико мјесеци. И кад је поново био расположен да ради на њима, посматрао би их строго као да су му најгори непријатељи, да би видјео да ли може на њима да нађе неки недостатак. Ако би открио ма шта што не би било потпуно у складу с његовом намјером, наставио би рад као добар хирург кад болеснику проваљује оток, исправља руку чија се кост помјерила или поправља положај стопала, без икаквог обзирања на пацијентове болове. На тај начин, мијењајући фигуре, довео би их до најсавршеније симетрије коју могу да изразе Природа и Умјетност. И пошто би то учинио, прелазио је на другу слику док се прва сушила. Тако је те првобитне композиције постепено покривао живим месом враћајући се стално на њих, све док им не би недостајао само дах па да оживе. Никад није alla prima завршавао фигуру и имао је обичај да каже да онај који пише а не учи не може да ствара ни учене ни течне стихове. Али врхунац свог дотјеривања је изводио замагљивањем обриса најосвјетљенијих мјеста врховима прстију, повлачећи их према полутоновима и сливајући једну боју с другом. Понекад је додиром прста потамнио боју у неком углу да би је појачао, или је стављао потез црвене боје, као кап крви, да би неком неизразитом дијелу дао снагу. И тако је своје живе фигуре доводио постепено до савршенства. А Палма ме је увјеравао да је у завршном дијелу рада више сликао прстима него кичицом.

## Галерија
- Портрет Јакопа Страде, око 1567–68. г., уље на платну, 126 × 95,65 cm, Музеј историје умјетности у Бечу.
- Венера и купид са органистом, око 1555. године. Уље на платну, 150,2 × 218,2 cm. (Музеј Прадо)
- Венера и свирач лауте, око 1565–70. Уље на платну, 165,1 х 209,6 cm. (Метрополитенски музеј умјетности)
- Тицијанова гробница у Венецији.

### Живот и дјело
- J.A. Crowe and G.B. Cavalcaselle, Titian: His Life and Times, 2 том. (1877, прештампано 1978. године), прва већа монографија о умјетнику.
- David Rosand (1978). Titian., модерни увод у Тицијанов живот и дјело.
- Charles Hope (1980). Titian., критички анализа успостављених мишљења о Тицијану.
- Susanna Biadene and Mary Yakush (1990). Titian: Prince of Painters., серија разоткривајућих есеја о Тицијану.
- Hans Tietze (1950). Titian: The Paintings and Drawings., 2nd изд., рев. (1950; изворно на њемачком, 1936. године);
- Rodolfo Pallucchini. Tiziano., 2 том. (1969; изворно на италијанском, 1965. године), богат илустрацијама Тицијанових слика;
- Grazia Agostini et al. (eds.), Tiziano nelle gallerie Fiorentine (1978), обухватно испитивање дјела приписаних Тицијану у збиркама палате Пити и Галерије Уфичи у Фиренци.
- Harold E. Wethey, The Paintings of Titian, 3 том. (1969-75. године), комплетан корпус са каталогом raisonné,
- Harold E. Wethey, Titian and His Drawings, поређења са Ђорђонеом и другим савременим сликарима Венеције (1987. године).
- Gibelini, Cecilia (2003). Tiziano, I Classici dell'arte. Milano, Italia: Rizzoli.
- Janson, H. W. (1975). Istorija umetnosti – Pregled razvoja likovnih umetnosti od praistorije do danas (Umetnost). Beograd, Jugoslavija: Prosveta.

### Иконографија и критика
- Erwin Panofsky (1969). Problems in Titian, Mostly Iconographic., испитивање нејасне симболике и иконографије више Тицијановх дјела.
- David Rosand, ур. (1993). Titian: His World and His Legacy. (1982), колекција критичких есеја о више Тицијанових дјела.
- A. Venturi, Storia dell’arte italiana, vol. 9, pt. 3, pp. 93–386 (1928, прештампано 1983. године), колекција докумената о Тицијану.
- Bernard Berenson. Italian Pictures of the Renaissance: A List of the Principal Artists and Their Works with an Index of Places, Venetian School. стр. 183—192., vol. 1,(1957, прештампано 1972.), списак аутентичних дјела са илустрацијама.
- David Rosand (1998). Painting in Sixteenth-Century Venice: Titian, Veronese, Tintoretto., рев. изд. (1997), општи преглед сликарства 16. вијека.
- Rona Goffen (1986). Piety and Patronage in Renaissance Venice: Bellini, Titian, and the Franciscans..
- Bruce Cole (1999). Titian and Venetian Painting 1450–1590..
- Jane C. Nash (1985). Veiled Images: Titian’s Mythological Paintings for Philip II..
- Luba Freedman, Titian’s Portraits Through Aretino’s Lens (1995); Rona Goffen (изд.), Titian’s “Venus of Urbino” (1997).
- Rona Goffen (1997). Titian’s Women..
- Hilliard T. Goldfarb, David Freedberg, and Manuela B. Mena Marqués, Titian and Rubens: Power, Politics and Style (1998).